# Monomma rufipes umtalinum
Monomma rufipes umtalinum es una subespecie de coleóptero de la familia Monommatidae.

## Distribución geográfica
Habita en Zimbabue.